# نصف‌النهار ۱۵۱ درجه غربی
نصف‌النهار ۱۵۱ درجه غربی ۱۵۱مین نصف‌النهار غربی از گرینویچ است که از لحاظ زمانی 10ساعت و 4دقیقه با گرینویچ اختلاف زمانی دارد.
این نصف‌النهار از قطب شمال شروع و از مناطق زیر گذشته و به قطب جنوب ختم می‌شود.
- اقیانوس آرام
- آلاسکا( ایالات متحده آمریکا)